# Puerto Colombia (Aragua)
Puerto Colombia es un poblado en el extremo norte de la parroquia Choroní, estado Aragua, Venezuela. Puerto Colombia se ubica en la falda norte del parque nacional Henri Pittier, ha sido habitado desde la época de la colonia de Venezuela y constituía en ese entonces uno de los puertos principales de entrada al país. En Puerto Colombia se encuentra el malecón, punto turístico y de festividades de la parroquia. Desde Puerto Colombia parten lanchas que conducen a otras comunidades circunvecinas, las que aún no cuentan con acceso terrestre, incluyendo Chuao, la Ciénaga de Ocumare y Uricao.
En Puerto Colombia se encuentran varias monumentos históricos venezolanos, incluyendo la Hacienda Playa Grande, la Plaza El Cristo o del Calvario y la iglesia San Juan Bautista. 

## Ubicación
Puerto Colombia se ubica en la falda norte del bosque nublado del parque nacional Henry Pittier. Se llega por una carretera única, la carretera Maracay-Choroní y cruzando el río Choroní a nivel del Cerro Pan de Azúcar, que es el límite sur del poblado. 

## Hacienda Playa Grande

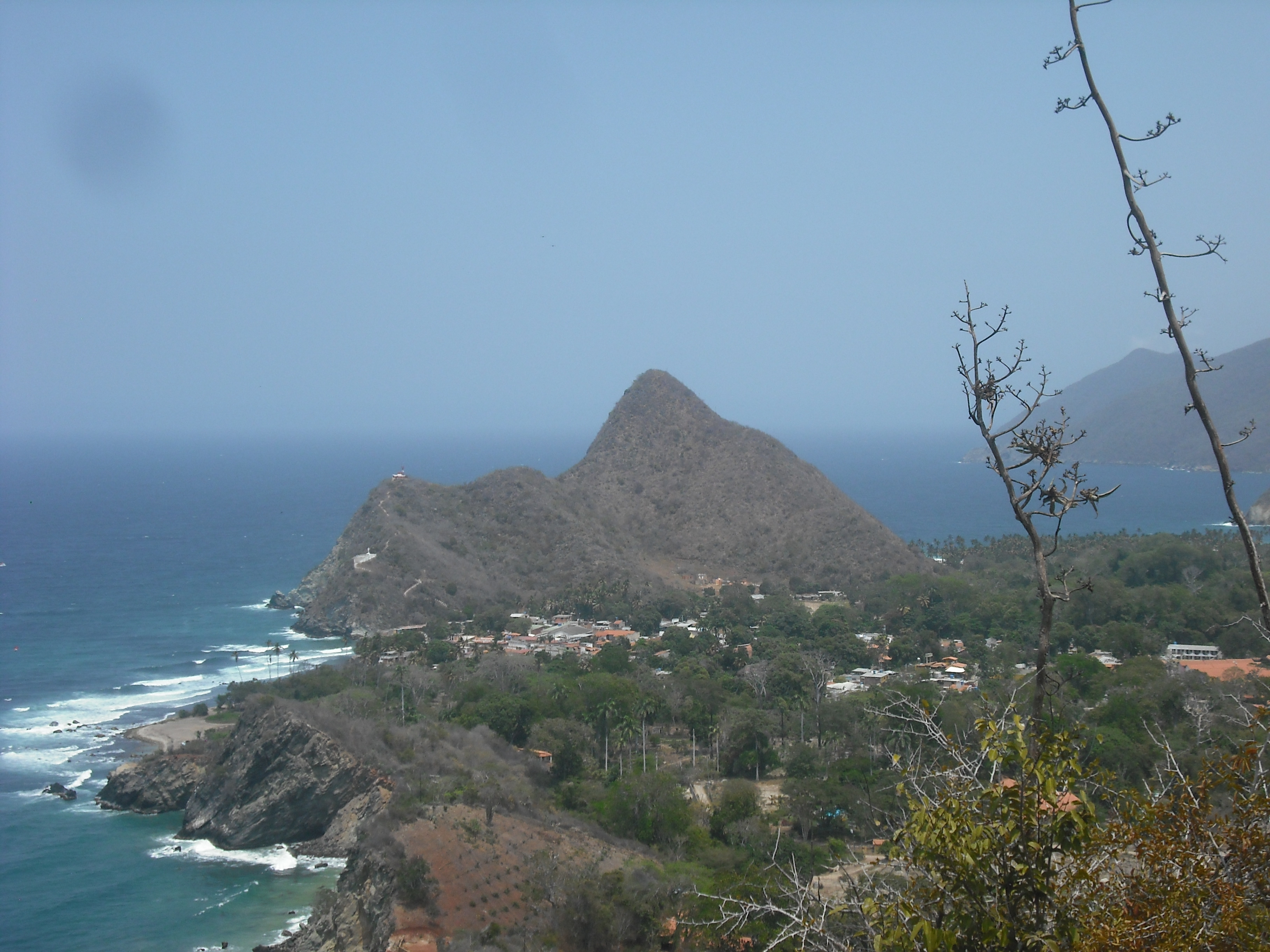
Puerto Colombia, cerro Papelón, y las planicies de la Hacienda Izaquirre y la Hacienda Playa Grande al fondo.

La hacienda Playa Grande fue una hacienda colonial dedicado al cultivo de cacao, ubicado al este de Puerto Colombia. La hacienda era la de ubicación mós norte de un línea que conectaban a la ruta del cacao de Venezuela. Hacia el sur y paralela a Choronía estaba la Hacienda Izaguirre y la Hacienda Torres. Pasado Choroní y a ambos lados de la ruta se ubicaban la Hacienda Santa Apolonas y la Hacienda La Sabaneta.
A principio de los años 1930, la hacienda fue comprada por Juan Vicente Gómez y usado para la zonificación de Puerto Colombia hasta Choronía. Posterior a la muerte del dictador, la hacienda fue cedida a la nación como parte de un acuerdo de confiscación de propiedades de Gómez. En 1937, el entonces presidente de Venezuela Eleazar López Contreras estableció los límites del parque nacional Henry Pittier, incluyendo a las haciendas de cacao.

## Economía
La principal fuente de economía del poblado es el turismo. Desde épocas coloniales, Puerto Colombia fue centro de producción de coco. Para 1980 la producción de coco fue mayor que la de cacao con unas 400 mil unidades producidas. La producción fue reducida por intervención del gobierno construyendo carreteras para acomodar en playa Grande. Proyectos de restauración desde 2010 se han enfocado exclusivamente en Playa Grande dejando a un lado la producción a nivel de la hacienda Tipire y El Portete, en la región conocida como Entre Ríos, para dar espacio a hoteles y otras edificaciones de enfoque turístico.

## El malecón
El Malecón es una barricada de concreto a orillas del mar Caribe en el extremo norte de Puerto Colombia. Tiene función de rompeolas, construido en los años 1950 sobre la playa que estaba abarrotada de uveros y almendrones. Con el propósito de construir el malecón, el gobierno regional derribó el antiguo castillo colonial conocido como El Castillito. Solo uno de los cañones persiste en la plaza del malecón. En el borde este del malecón y su plaza llega el delta del Río Choroní, donde se ubica el puerto de lanchas para la actividad comercial y turística de la parroquia.
En el extremo oeste del malecón llega al mar Caribe el río Tipire y es el límite de la hacienda El Portete, dedicado a la siembra de cacao y coco.